# Kanal Rdeče morje - Mrtvo morje
Kanal Rdeče morje - Mrtvo morje, včasih imenovan tudi Kanal dveh morij, je načrtovan cevovod, ki poteka od obalnega mesta Akaba ob Rdečem morju do območja Lisan ob Mrtvem morju. Zagotovil bo pitno vodo Jordaniji, Izraelu in Palestinskim ozemljem, prinesel vodo z visoko koncentracijo soli, ki izhaja iz procesa razsoljevanja (odpadna slanica), da se stabilizira vodostaj Mrtvega morja, ter ustvari električno energijo za podporo potrebam energije za projekt. Projekt bo izvajala Jordanija in je v celoti na jordanskem ozemlju. Projekt bodo financirale vlade Jordanije, Izraela in številni mednarodni donatorji.
Nivo vode v Mrtvem morju se znižuje s hitrostjo več kot en meter na leto, njegova površina pa se je v zadnjih 20 letih zmanjšala za približno 30 %. To je v veliki meri posledica preusmeritve več kot 90 % vode reke Jordan. V začetku 1960-ih je reka vsako leto iz Galilejskega jezera v Mrtvo morje prenesla 1,5 milijarde kubičnih metrov vode. Jezovi, kanali in črpalne postaje, ki so jih zgradili Izrael, Jordanija in Sirija, zdaj preusmerijo vodo za namakanje in pitje ter so zmanjšali pretok na približno 100 milijonov kubičnih metrov na leto (MCM / leto) in to celo v glavnem brakične vode in odpadne vode.
Padec gladine Mrtvega morja ustvarja velike okoljske težave, vključno s ponikalnimi luknjami in umirajočimi morskimi obalami. V 80. letih so bile v Izraelu predlagane druge poti za enake cilje kot kanal Rdeče - Mrtvo morje, kanal Sredozemsko - Mrtvo morje, vendar so jih zavrgli. Projekt bi stal 10 milijard dolarjev v vseh njegovih fazah, prva faza, ki naj bi se začela graditi leta 2021, pa bo stala 1,1 milijarde dolarjev. Jordanska vlada je trenutno v ožjem izboru konzorcijev in čaka na končno študijo izvedljivosti, za katero bi sledilo mednarodno financiranje.

## Zgodovina
Povezavo morij s kanalom so prvič predlagali britanski častniki, ki so iskali načine, kako zaobiti francoski Sueški prekop in niso ugotovili, da je gladina Mrtvega morja veliko nižja. Pozneje, konec 19. stoletja, so načrtovalci razmišljali, kako uporabiti vodo reke Jordan za namakanje in pripeljati morsko vodo v Mrtvo morje, da bi ustvarili energijo iz položaja -390 m pod morsko gladino. Eden od teh načrtovalcev je bil cionistični voditelj Theodor Herzl. Konec 1960-ih je bil predlagan kanal Rdeče - Mrtvo morje in je bil analiziran kot del mirovnega procesa med Izraelom in Jordanijo. Konec 1990-ih je skupina, ki jo je vodil Refael (Rafi) Benvenisti v sodelovanju z ministrom za regionalno sodelovanje Šimonom Peresom, predlagala, da se kot glavni cilj projekta postavi stabilizacija vodostaja Mrtvega morja. Predlagala je, da bi se projekt gradil po fazah, da bi preizkusili mešanje vodne faze dveh morij, kar je velika naložba, povezana s projektom. Projekt se je imenoval 'mirovni kanal', predlagano pa je bilo, da se zaradi finančnih in izvedbenih razlogov zgradi na jordanskem ozemlju.
9. maja 2005 so Jordanija, Izrael in Palestinska uprava podpisali sporazum o nadaljevanju študije izvedljivosti za Kanal dveh morij. Sporazum so ob Mrtvem morju podpisali jordanski vodni minister Raed Abu Soud, izraelski minister za infrastrukturo Binyamin Ben-Eliezer in palestinski minister za načrtovanje Ghassan al-Khatib.
Izraelski minister za regionalno sodelovanje Silvan Šalom je junija 2009 po srečanju s predsednikom Svetovne banke Robertom Zoellickom napovedal pilotni projekt izgradnje 'pilotske' cevi, dolge 180 km od Rdečega do Mrtvega morja. Cev bi črpala 200 milijonov kubičnih metrov na leto. Polovica tega bi bila razsoljena za jordanske potrebe in polovica za Mrtvo morje.
Oktobra 2009 je jordanska vlada napovedala, da bo enostransko razpisala Jordanski redečemorski projekt (Jordan Red Sea Project - JRSP). Po mnenju vlade bi ta projekt lahko obravnavali kot prvo fazo projekta Rdeče - Mrtvo morje . Projekt mora izvesti zasebno podjetje s pooblastilom vlade. Projekt bi služil tudi kot projekt gospodarskega razvoja za ustvarjanje stanovanj za 1,36 milijona ljudi južno od Amana, na južnem koncu Mrtvega morja, severno od Akabe in v zaprtih skupnostih. Prav tako bi nastalo več turističnih krajev. Razdeljen je bil na pet faz. Prva faza bi vključevala črpanje 400 milijonov kubičnih metrov morske vode na leto, kar bi imelo 210 milijonov kubičnih metrov na leto (MCM / leto) sladke vode in 190 milijonov kubičnih metrov na leto za izpust v Mrtvo morje. Gradnja prve faze naj bi trajala 7 let . Marca 2011 je ministrstvo za vode in namakanje uvrstilo šest podjetij za prvo fazo projekta.
Svetovna banka je sporočila, da bo v začetku leta 2012 objavila študijo izvedljivosti  of water conveyance from the Red Sea to the Dead Sea together with an environmental and social assessment as well as a study of alternatives in early 2012 (see the drafts - ) prenosa vode z Rdečega do Mrtvega morja z okoljsko in družbeno presojo ter študijo nadomestnih možnosti. Med preučenimi alternativami je obnovitev naravnega toka reke Jordan in brez ukrepanja ter številne druge alternative.
Jordanska vlada je avgusta 2013 napovedala, da bo nadaljevala s prvo fazo projekta . Izrael, Jordanija in Palestina so 9. decembra 2013 podpisali sporazum o izgradnji cevovoda. 21. junija 2016 je Jordan sporočil, da je za gradnjo sistema prejel 17 ponudb mednarodnih podjetij .
27. novembra 2016 je bilo objavljeno, da jordanska vlada uvršča pet konzorcijev za izvajanje projekta. Jordansko ministrstvo za vodo in namakanje je povedalo, da se bo prva faza projekta v višini 100 milijonov dolarjev začela graditi v prvem četrtletju leta 2018, zaključena pa bo do leta 2021.

## Lastnosti projekta in koristi
Predlagani prenos bi črpal morsko vodo 230 metrov navkreber iz zaliva Rdečega morja pri Akabi skozi dolino Arabah (Arava) v Jordaniji. Voda bi nato gravitacijsko stekla skozi več cevovodov do območja Mrtvega morja, sledil bi padec skozi tlačni vod do nivoja Mrtvega morja v bližini njegove obale, nato pa odprt kanal do samega Morja, ki leži približno 420 metrov pod morsko gladino. Projekt bi porabil približno 225 km cevovodov za morsko vodo in slanico, vzporedno z dolino Arabah v Jordaniji. Projekt bi imel tudi približno 178 km vodovodov do območja Amana. Vključevalo bi tudi več naprav za razsoljevanje vode in vsaj eno hidroelektrarno. V zadnji fazi bi proizvedli približno 850 milijonov kubičnih metrov sladke vode na leto.
Projekt bi potreboval električno energijo iz jordanskega elektroenergetskega omrežja, vendar bi tudi s pomočjo hidroelektrarn zagotavljal nekaj električne energije. Če povzamemo, bi bil ta projekt verjetno velik neto porabnik energije. Neto povpraševanje po električni energiji bi bilo treba zadovoljiti z drugimi energetskimi projekti, katerih stroški niso vključeni v stroške projekta. Kraljevina Jordanija načrtuje izgradnjo velike jedrske elektrarne, ki bi lahko pomenila razliko.

## Stroški in financiranje
Ocene stroškov projekta se razlikujejo od dveh do več kot deset milijard dolarjev, odvisno od njegove strukture in faz. Prva faza jordanskega projekta za Rdeče morje naj bi stala 2,5 milijarde ameriških dolarjev. Pričakuje se, da se bo v veliki meri financiral iz komercialnih virov, vključno z dolgom in lastniškim kapitalom ter iz mehkega mednarodnega financiranja. Izrael naj bi od januarja 2019 prispeval več kot milijardo dolarjev v obdobju 25 let.

## Vpliv na okolje
Prenos množične količine vode iz enega v drugo morje lahko drastično vpliva na edinstvene naravne značilnosti vsakega od obeh morij, kot tudi na puščavsko dolino, ki ju ločuje, Arabah. Nekatere od teh značilnosti, zlasti na območju Mrtvega morja, so v svetovnem pogledu edinstvene in zato izjemno pomembne za ohranjanje. Okoljska skupina EcoPeace na Bližnjem vzhodu (prej znana kot prijatelji Zemlje na Bližnjem vzhodu) protestira proti domnevno prezgodnji odobritvi projekta, ne da bi zadostno ocenila vpliv projekta na naravno okolje območja. Skupina navaja več možnih nevarnih učinkov projekta na edinstvene naravne sisteme Rdečega morja, Mrtvega morja in Arabaha.  Ti možni učinki vključujejo:
1. Poškodba edinstvenega naravnega sistema Mrtvega morja zaradi mešanja njegove vode z vodo iz Rdečega morja ali slanic, ki nastanejo pri razsoljevanju vode iz Rdečega morja, ki ima drugačno kemično sestavo. Sem spadajo spremembe slanosti vode, množično tvorjenje mavca, tvorba hlapnih strupenih spojin, sprememba hitrosti izhlapevanja vode, spremembe v sestavi bakterij in alg, ki naseljujejo morsko gladino, kemične spremembe v kamninah, ki obdajajo vodo in izgube edinstvenih zdravstvenih koristi, ki predstavljajo velik del turistične atrakcije na območju Mrtvega morja.
2. Poškodba koralnih grebenov Akabskega zaliva zaradi črpanja vode.
3. Škodbe naravne krajine in ekosistema Arabaha zaradi gradnje in povečanja vlažnosti, ki bi jo povzročali segmenti odprtega kanala.
4. Škoda vodonosnika Arabah zaradi onesnaženja podzemne vode z vodo iz Rdečega morja. Aluvialna nahajališča v Wadi Arabi vsebujejo pomembne zaloge sladke vode. V primeru, da se bo cevovod zlomil (kot se lahko zgodi v primeru potresa), bodo ti vodonosniki nepopravljivo poškodovani. To ima lahko usodne posledice za kmetijstvo in ekosistem Arabaha.
5. Ogroženosti arheološke dediščine. Cevovod bo prečkal območja pomembne kulturne dediščine, kot je Wadi Finan, kjer je potekalo najzgodnejše rudarjenje in pridobivanje bakra na svetu.[11]

Izraelske okoljske nevladne organizacije pravijo, da bi bila ponovna vzpostavitev reke Jordan v njenem naravnem stanju boljša rešitev za propad Mrtvega morja od predlaganega kanala.
Študija Svetovne banke je vključevala okoljske presoje, ki so jih pod nadzorom Svetovne banke izvedli svetovno priznani strokovnjaki, ugotovili, da so okoljska tveganja projekta obvladljiva, če je projekt dobro načrtovan in izveden:
1. Poškodba edinstvenega naravnega sistema Mrtvega morja zaradi mešanja njegove vode z vodo iz Rdečega morja. Poročilo : Tahal Group, Geološki raziskovanje Izraela (GSI), Portland State University - Oregon, ZDA in Inštitut za znanost o življenju - Hebrejska univerza v Jeruzalemu, navaja:
- Za stabilizacijo ravni Mrtvega morja je potrebnih več kot 700 MCM / leto (milijonov kubičnih metrov na leto) dodatne vode.
- Sedanje razmere Mrtvega morja se bodo ohranile vsaj do količine dotoka približno 400 MCM / leto.
- Potencial za biološko cvetenje obstaja le, če se razvije stratifikacija in se zgornja mešana plast razredči za vsaj 10 %.
- Ko se stratifikacija razvije in meša v zgornjem vodnem stolpcu, obstaja možnost beljenja
- Stratifikacija se lahko razvije nad dotokom 500-600 MCM / leto

2. Poškodbe koralnih grebenov Akabskega zaliva zaradi črpanja vode. Poročilo  o: Thetis SpA, Meduniverzitetnem inštitutu za pomorske znanosti v Eilatu, Univerzi morskih znanosti Jordano in univerzi Yarmouk, Akabi in Izraelu, oceanografski in limnološki raziskovalni inštitut, je navedlo:
- Izmenjave vode med zalivom in severnim Rdečim morjem skozi Tiransko ožino so večje velikosti od tistih, ki bi jih povzročili predlagani odvzemni tokovi, tako da bi bil slednji verjetno neopazen, razen v neposredni bližini ponora. Pričakovani učinek odvzema na toplotni proračun zaliva naj bi bil tudi zanemarljiv.
- Na podlagi zgornjih ocen so naše ugotovitve odločitve za pojdite, če so pravilno izbrane konfiguracija, lokacija in globina.

3. Škoda za naravno krajino in ekosistem Arabaha ter grožnje arheološkim najdiščem zaradi gradnje in povečane vlažnosti, ki jo povzročajo segmenti odprtega kanala. Po najprimernejšem scenariju študije Svetovne banke bodo v sistemu več zakopanih cevovodov in ne odprtih kanalov. Posebna pozornost bo namenjena zmanjšanju okoljske in arheološke škode.
4.Škoda za vodonosnik Arabah zaradi onesnaženja podzemne vode z vodo iz Rdečega morja. Načrtovanje in izgradnja cevovodov bosta vključevala ukrepe za zmanjšanje možnosti za poškodbe cevovodov.

## Zaskrbljenost predsednika egiptovske uprave Sueškega prekopa
Predlog je leta 2006 vzbudil tudi nekaj skrbi predsednika egiptovske uprave Sueškega prekopa, ki je verjel, da bo kanal povečal potresno aktivnost v regiji, Izraelu zagotovil vodo za hlajenje jedrskega reaktorja v bližini Dimone, razvil naselja v puščavi Negev in povečal slanost. Vendar pa naj bi, kot je predlagano, večino razsoljene vode porabili Jordanija in Palestinci. V skladu s trenutnim predlogom bo skozi sistem tekla voda, ki zadostuje le za preprečevanje dehidracije Mrtvega morja, kar preprečuje pretok slane vode v vodnjake. Študija Svetovne banke je priporočila preusmeritev vodov, da bi se izognili geološkim prelomom doline Arabah.